# Скороход, Анатолий Владимирович
Анато́лий Влади́мирович Скорохо́д (10 сентября 1930, Никополь — 3 января 2011, Лансинг) — советский, украинский и американский математик. Доктор физико-математических наук (1962), профессор (1963), академик Академии наук УССР (1985), член Американской академии искусств и наук (2000).

## Биография
В 1948 году окончил среднюю школу в городе Ковеле (с золотой медалью). В 1958 году окончил физико-математический факультет Киевского государственного университета (написав за время учёбы пять научных работ).
С 1993 года работал профессором Университета штата Мичиган (США).
Скончался 3 января 2011 года. Был кремирован, прах похоронен в Киеве, на Байковом кладбище, на одном участке с братом Валерием.

## Научные конференции
- В 1996 году в Чили прошла научная конференция, которая была посвященная 40-летию «пространства Скорохода»
- В 2007 году на Украине (в Киеве) прошла международная научная конференция «„Пространство Скорохода“ — 50 лет спустя»

## Семья
- Брат — Валерий Скороход, учёный в области материаловедения, академик Национальной АН Украины.

## Ученики
- Подготовил 56 кандидатов наук и 17 докторов наук.

## Награды
- Премия имени Н. М. Крылова АН Украинской ССР (1970).
- Государственная премия Украины в области науки и техники (1982, 2003).
- Серебряная медаль им. М. В. Остроградского (2001).

## Публикации
Автор более 450 научных работ, среди которых 23 монографии; автор более 300 статей в ведущих научных журналах.

### Книги
На русском языке
- Скороход А. В. Случайные процессы с независимыми приращениями. — М.: Наука, 1964.
- Гихман И. И., Скороход А. В. Введение в теорию случайных процессов. — М., 1965.
- Гихман И. И., Скороход А. В. Стохастические дифференциальные уравнения. — К.: Наукова думка, 1968.
- Скороход А. В., Слободенюк Н. П. Предельные теоремы для случайных блужданий. — К.: Наукова думка, 1970.
- Скороход А. В. Интегрирование в гильбертовом пространстве. — М.: Наука, 1975.
- Гихман И. И., Скороход А. В. Теория случайных процессов. — М.: Наука, 1971. — Т. I. — 664 с.
- Гихман И. И., Скороход А. В. Теория случайных процессов. — М.: Наука, 1973. — Т. II. — 640 с.
- Гихман И. И., Скороход А. В. Теория случайных процессов. — М.: Наука, 1975. — Т. III. — 496 с.
- Скороход А. В. Случайные линейные операторы. — Киев: Наукова думка, 1978.
- Скороход А. В. Асимптотические методы теории стохастических дифференциальных уравнений. — Киев: Наукова думка, 1987.
- Гихман И. И., Скороход А. В., Ядренко М. И. Теория вероятностей и математическая статистика. — 2-е изд. — Киев: Выща школа, 1988.

На украинском языке
- Єжов І. І., Скороход А. В., Ядренко М. Й. Елементи комбінаторики. — Киев: Вища школа, 1972. — 84 с.
- Скороход А. В. Елементи теорії ймовірностей та випадкових процесів. — Киев: Вища школа, 1975.
- Скороход А. В. Лекції з теорії випадкових процесів. — Киев: Либідь, 1990. — 168 с.

На английском языке
- Random Perturbation Methods with Applications in Science and Engineering, Springer Verlag, 2002 (with Frank C. Hoppensteadt, Habib Salehi).